# Rønnevang Sogn
Rønnevang Sogn er et sogn i Høje Taastrup Provsti (Helsingør Stift). Sognet ligger i Høje-Taastrup Kommune; og blev udskilt i 1976. Sogneområdet lå indtil Kommunalreformen i 1970 i Smørum Herred (Københavns Amt). I Rønnevang Sogn ligger Rønnevang Kirke.
I Rønnevang Sogn findes flg. autoriserede stednavne:
- Taastrup-Valby (bebyggelse)